# Jean-Paul Racouchot
Pour les articles homonymes, voir Racouchot.
Jean-Paul Racouchot est un homme politique français né le 18 février 1816 à Cuzy (Saône-et-Loire) et décédé le 24 décembre 1892 à Issy-l'Évêque (Saône-et-Loire).
Propriétaire cultivateur, il est député de Saône-et-Loire de 1849 à 1851, siégeant au groupe d'extrême gauche de la Montagne. Il est exilé après le coup d’État du 2 décembre 1851.

## Sources
- « Jean-Paul Racouchot », dans Adolphe Robert et Gaston Cougny, Dictionnaire des parlementaires français, Edgar Bourloton, 1889-1891 [détail de l’édition]